# YO-KING
YO-KING（ヨーキング、1967年7月14日 - ）は、日本のシンガーソングライター。真心ブラザーズのメンバー。本名の倉持 陽一（くらもち よういち）名義での活動歴もある。血液型AB型。SME系・Ki/oon Music所属。

## 来歴
東京都立小石川高等学校、早稲田大学教育学部卒業。
- 1988年 - 大学在学中に後輩の桜井秀俊とともに真心ブラザーズを結成
- 1989年 - デビュー。
- 1991年 - 倉持陽一名義でソロアルバムを発表。
- 1992年 - ヒップホップユニット、エレファントラブを結成し活動。
- 1999年 - YO-KING名義でのソロアルバムを発表。
- 2000年 - 8月、エレファントラブを脱退。
- 2001年 - 12月、真心ブラザーズの活動を休止。
- 2003年 - この年の夏限定のバンドO.P.KINGを結成し活動。
- 2005年 - 5月、真心ブラザーズの活動を再開。
- 2018年 - 7月、カーリングシトーンズの結成に参加。

プライベートでは、2000年9月にJUDY AND MARYボーカルのYUKIと結婚。2005年3月、長男（1歳11カ月）が急逝。死因は乳幼児突然死症候群（SIDS）の可能性があると報道された。2006年8月には次男、2009年5月には三男が誕生した。

## ディスコグラフィー

### 参加作品
| 発売日         | タイトル                                                                        | 規格品番    | 収録曲                                                     | 備考                                         |
| -------------- | ------------------------------------------------------------------------------- | ----------- | ---------------------------------------------------------- | -------------------------------------------- |
| 2001年7月25日  | RIP SLYME『FIVE』                                                               | AMCN-4542   | 7. 光る音 (feat. YO-KING)                                  | オリコン最高6位                              |
| 2003年10月29日 | 外道 Tribute -ゲゲゲの外道讃歌-                                                 | AICL-1493   | 3. 悪魔のベイビー                                          | ソニー・ミュージックアソシエイテッドレコーズ |
| 2004年3月10日  | コザック前田『東須磨は夕方6時』                                                 | SRCL-5662   | 2. 望み（曲の途中で歌っている。）                          | オリコン最高54位                             |
| 2004年9月16日  | the pillowsトリビュート・アルバム『SYNCHRONIZED ROCKERS』                       | KICS-1103   | 5. この世の果てまで                                        | オリコン最高13位                             |
| 2006年6月21日  | THE MODS TRIBUTE SO WHAT!! Vol.2                                                | ESCL-2846   | 11. HEY!! TRAVIS                                           | オリコン最高130位                            |
| 2007年9月12日  | 三宅伸治『つづく』                                                              | NFCD-27050B | 8. 風の行き先 / 三宅伸治 & YO-KING & アナム&マキ           | オリコン最高59位                             |
| 2009年3月25日  | 銀魂BEST                                                                        | SVWC-7613   | 4. 遠い匂い                                                | オリコン最高37位                             |
| 2009年9月16日  | フラワーカンパニーズトリビュート・アルバム『深夜高速 -生きててよかったの集い-』 | AICL-2039   | 14. 深夜高速                                               | オリコン最高92位                             |
| 2011年2月23日  | 仲井戸麗市トリビュート・アルバム『OK!!! C'MON CHABO!!!』                        | TKCA-73623  | 13. 慕情                                                   | オリコン最高38位                             |
| 2012年7月4日   | Theピーズ『Theピーズ20周年ライブ at SHIBUYA-AX』                                | TRC-0016    | 15. やっとハッピー 16. カラーゲ                            | たまぶくロカビリー倶楽部                     |
| 2013年5月29日  | 川上つよしと彼のムードメイカーズ『MOODHOLIC 〜泡沫の日々〜』                    | RZCD-59271  | 6. 酒とバラの日々                                          | オリコン最高133位                            |
| 2013年7月3日   | 沖祐市『Gospel』                                                                | CTCR-14790  | 3. My Lucky Day                                            | オリコン最高80位                             |
| 2014年4月16日  | 島田印 -島田昌典ワークス・ヒットコレクション-                                   | BVCL-588    | 11. 遠い匂い                                               | オリコン最高117位                            |
| 2014年5月21日  | WE LOVE PIANO MAN トリビュート・トゥ・ビリー・ジョエル                          | SICP-4132   | 6. アレンタウン                                            | オリコン最高134位                            |
| 2015年6月17日  | シシド・カフカ『K5（Kの累乗）』                                                 | SICP-4132   | 6. あの夏、君が見てたモノ- feat. YO-KING（真心ブラザーズ） | オリコン最高29位                             |
| 2017年12月20日 | 三宅伸治トリビュート・アルバム『ソングライター』                                | TKCA-74606  | 5. SAD SONG                                                | オリコン最高101位                            |

### 提供作品
- Hey! みんな元気かい? / KinKi Kids（作詞・作曲）
- もっと もっと / KinKi Kids（作詞・作曲）
- 伝説の2人 / HALCALI（作曲）※作詞はYUKI
- すぐに君の声を / 太田裕美　（作詞・作曲）
- 遠い星と近くの君 / 川村結花（作詞）
- 赤い雲 白い星 / CHEMISTRY （作詞）
- ドラゴン気取りのティーンネイジ・ブルース / 涼 the graduater（作曲）
- Oh! Yeah / 住岡梨奈
- カレーにんじゃ（作曲）
- 新しい日々 / 鈴木亜美　（作詞・作曲）
- 鼓動 / 渡辺美里　（作詞・作曲）

### 未発表曲
- 波
  - 2006年11月17日、「THE UNIVERSE」第7回放送にてオンエアされた曲。

## タイアップ一覧
| 使用年 | 曲名                     | タイアップ                                                      |
| ------ | ------------------------ | --------------------------------------------------------------- |
| 2004年 | ずっと穴を掘り続けている | リクルート「From A 春のバイト ワクワク・キャンペーン」CMソング  |
| 2004年 | 若者たち                 | ベネッセ「進研ゼミ」CMソング                                    |
| 2006年 | 遠い匂い                 | テレビ東京系アニメ『銀魂』オープニングテーマ（第25話 - 第49話） |
| 2010年 | 愛しき日                 | トクホンCMソング                                                |
| 2013年 | ずっと穴を掘り続けている | TBS系ドラマNEO『放課後グルーヴ』第8話挿入歌                     |

## ミュージックビデオ
| 監督                | 曲名                                                                   |
| 秋山具義            | 「ずっと穴を掘り続けている」「遠い匂い」                               |
| 直                  | 「スペース 〜拝啓、ジェリー・ガルシア〜」                              |
| 手コキ塚            | 「審美銃 from「LIFE WORK TOUR 2004」」                                 |
| 手塚一紀            | 「審美銃」(レコーディングでバックバンドを務めたサンボマスターとの共演) |
| 常盤俊郎 / 当麻康夫 | 「世界の元 (-Album Version-TV Size Edit)」                             |
| 野村賢一            | 「LIFE」                                                               |
| 不明                | 「いつかのうみ」                                                       |

## 主なライブ

### ワンマンライブ・主催イベント
- 2003年 - YO-KING presents「TODAY」
- 2003年 - YO-KING ONE-MAN FESTIVAL
- 2004年 - YO-KING ライフワークツアー vol.2
- 2008年 - スプリング春祭り 〜桜(井)前線北上中! YO(要)-KING(緊)急配備!!〜
- 2010年 - 王様のアイディア vol.2
- 2010年 - YO-KING『一瞬の夢』
- 2010年 - LIFE WORK TOUR FINAL『一瞬の夢』
- 2012年 - YO-KING LIFE WORK TOUR
- 2012年 - LIFE WORK TOUR
- 2013年 - YO-KING LIFE WORK TOUR

### 出演イベント
- 2002年08月11日 - ROCK IN JAPAN FESTIVAL 2002
- 2003年03月21日 - The ピーズ "ONE MAN LIVE 2003"
- 2003年08月02日 - ROCK IN JAPAN FESTIVAL 2003
- 2003年09月06日 - ロックロックこんにちは! 〜version Party 七 seven〜
- 2003年10月19日 - MINAMI WHEEL 2003
- 2004年08月07日 - ROCK IN JAPAN FESTIVAL 2004
- 2004年12月30日 - COUNTDOWN JAPAN 04/05
- 2005年08月26日 - SET YOU FREE SUMMER FESTA 2005
- 2006年08月04日 - ROCK IN JAPAN FESTIVAL 2006
- 2006年09月17日 - RADIO BERRY ベリテンライブ2006 Special
- 2006年12月29日 - COUNTDOWN JAPAN 06/07 -WEST-
- 2006年12月30日 - COUNTDOWN JAPAN 06/07
- 2007年08月05日 - ROCK IN JAPAN FESTIVAL 2007
- 2007年08月25日 - OTODAMA'07 〜音泉魂〜
- 2007年12月28日 - COUNTDOWN JAPAN 07/08
- 2007年12月29日 - COUNTDOWN JAPAN 07/08 -WEST-
- 2008年08月03日 - ROCK IN JAPAN FESTIVAL 2008
- 2009年12月29日 - FM802 ROCK FESTIVAL RADIO CRAZY 2009
- 2009年12月30日 - COUNTDOWN JAPAN 09/10
- 2010年05月16日 - JAPAN JAM 2010
ゲストアーティスト：サンボマスター/DUKEアイプチ/ハマ・オカモト（OKAMOTO'S）/金澤ダイスケ（フジファブリック）
- 2010年08月06日 - ROCK IN JAPAN FESTIVAL 2010
- 2010年08月11日 - ロックロックこんにちは! Ver.14 "ジューシー(十四)"
- 2010年08月21日 - AOMORI ROCK FESTIVAL '10 〜夏の魔物〜
- 2010年08月28日 - KOYABU SONIC 2010
- 2010年10月03日 - 800だョ全員集合!!
- 2010年10月17日 - ベストヒット☆SMA「円山町ロックサーキット」
- 2010年12月28日 - COUNTDOWN JAPAN 10/11
- 2011年03月05日 - Yohito Teraoka Presents『OK! C'MON CHABO!!!』〜CHABO'S 60th Aniv.〜
- 2011年09月09日 - 〜SHELTER 20th ANNIVERSARY〜「YO-KING 対 50円玉」
- 2011年09月10日 - スピッツ presents「ロックロックこんにちは！ 15th Anniversary」(「 今日の王様」名義)
- 2012年03月18日 - ユウベル presents MUSIC CUBE 12
- 2012年03月19日 - Fell the Mix !!
- 2012年04月12日 - キューン20 イヤーズ＆デイズ
- 2012年08月02日 - 夏のVIVA YOUNG! 5DAYS!! 2012 「夜を泳ぐ男たち」
- 2012年08月24日 - スピッツ presents「ロックロックこんにちは！Ver.16 〜ヒーロー広場〜」
- 2012年08月29日 - FM802×FM COCOLO present MARK'E Rolling 60 -It's great to be alive!-
- 2012年09月30日 - KOYABU SONIC 2012
- 2012年11月23日 - 仮面チャウダー Vol.1 〜YAJIO CRAZY〜
- 2013年08月13日 - スピッツ presents「ロックのほそ道」
- 2014年04月26日 - ARABAKI ROCK FEST.14
- 2014年09月20日 - SMA 40th YO-KING & 奥田民生 presents 顧問豊作 YO-KING day「キングって、エライよね」
- 2014年10月09日・24日 - 奥田民生 いきあたり股旅
- 2015年02月22日 - SMA 40th presents「堂島孝平 活動20周年記念公演 オールスター大感謝祭!」
- 2015年08月12日 - Wordplay vol.26
- 2015年09月26日 - 浜崎貴司GACHI 高野山開創1200年記念スペシャル
- 2015年12月22日 - 奥田民生 生誕50周年伝説 "となりのベートーベン"
- 2016年04月28日 - YO-KING×桜井秀俊 弾き語り対マンツアー「サシ食いねぇ!」

## 出演
- THE UNIVERSE（2006年10月 - 2008年3月、J-WAVE） - ナビゲーター（木曜）